# Свети Атанасий (Грамаждано)
Вижте пояснителната страница за други значения на Свети Атанасий.
„Свети Атанасий Велики“ е българска църква в село Грамаждано, община Кюстендил.
Църквата се намира в село Грамаждано. Построена е през 1884 г., което е видно от надпис на западната стена на църквата. Представлява еднокорабна, едноапсидна постройка. Иконите са дело на живописеца Евстатий Попдимитров от село Осой, представител на Дебърската художествена школа.
Църквата празнува на 18 януари и на 2 май.